# Сатурн (спецподразделение)
Отдел специального назначения «Сатурн» (до 1998 года отряд специального назначения «Сатурн») — спецподразделение Управления Федеральной службы исполнения наказаний России по городу Москве. Образован в 1992 году.

## Задачи отряда
ОСН «Сатурн», как и другие отделы специального назначения при ФСИН, отвечает за обеспечение безопасности объектов уголовно-исполнительной системы (УИС) и Министерства юстиции Российской Федерации, а именно предупреждает и пресекает преступления и правонарушения на объектах Управления исполнения наказаний г. Москвы, занимается оперативно-разыскными мероприятиями в отношении особо опасных преступников, освобождает захваченных осуждёнными заложников. Также он поддерживает правопорядок и законность в местах лишения свободы и следственных изоляторах; обеспечивает безопасность сотрудников УИС (в том числе высших должностных лиц ведомства), осуждённых и иных лиц, находящихся на территориях исправительных учреждений; участвует в ликвидации последствий чрезвычайных обстоятельств на объектах УИС.

## История
Поводом для создания подобных подразделений стали волнения и бунты в следственных изоляторах и исправительных учреждениях (на примере бунта в Сухуми 1990 года, подавленного только при вмешательстве управления «А» Седьмого управления КГБ СССР). На момент формирования кадровый состав включал офицеров, прапорщиков и сержантов вооружённых сил СССР, проходивших срочную службу в Афганистане (в том числе в составе воинских частей ГРУ СССР), а также сотрудников МВД, знавших специфику работы в УИС. Приказ об образовании подобных ОСН был подписан и вступил в силу ещё 13 ноября 1990 года.
Отряд «Сатурн» был создан 29 апреля 1992 года в соответствии с приказом МВД России при Управлении исполнения наказаний Главного управления внутренних дел (УИН ГУВД). Боевое крещение отряд получил во время событий начала октября 1993 года в Москве. В том же году отряд впервые вынужден был осуществлять задержание преступника: в Балашихе беглый заключённый Силантьев из ИТК-5 (г. Соликамск) забаррикадировался в квартире, открыв газовые заслонки и грозясь взорвать жилой дом: оперативники, бросив светошумовую гранату, через несколько мгновений задержали бандита (никто из заложников не пострадал). Первым командиром отряда был подполковник В. П. Кондрюков. Бойцы отряда «Сатурн» участвовали в Первой чеченской войне, в том числе в штурме Грозного в декабре 1994 — январе 1995 года (использовалось всё оборудование) и обеспечении безопасности гражданского населения, добившись от них доверия: в 1996 году они охраняли республиканский Дом правительства в Грозном и членов правительства Чечни во главе с Доку Завгаевым, не допустив ни одного крупного инцидента.
В мае 1997 года подполковник Кондрюков со скандалом был уволен с поста командира: в то время бойцы «Сатурна», покинувшие Чечню в мае 1995 года и нёсшие службу в Москве, с разрешения УИН занимались подработкой в коммерческих структурах и охраняли частных лиц. Одним из их клиентов был руководитель фирмы «Мерандо» Василий Наумов, которого 23 января 1997 года расстреляли из автоматов возле офиса ГУВД Москвы члены Курганской ОПГ. Позже выяснилось, что Наумов был криминальным авторитетом по кличке «Наум» и возглавлял Коптевскую ОПГ. Через несколько дней после убийства и публикации материалов бойцы «Сатурна» направили в газеты письма с осуждением подобных инициатив командования отряда, а после публикации изданием «Коммерсант-Daily» материала под названием «Коптевского „авторитета“ охранял милицейский спецназ» 1 марта 1997 года началось служебное расследование, по итогам которого Кондрюкова уволили из органов внутренних дел. Уже позже начальник ГУВД Москвы генерал-полковник Н. В. Куликов официально запретил подобную практику во всех ОСН, грозясь увольнением всех, кто попытается заниматься подобной деятельностью.
В 1998 году отряд был передан из МВД в ведомство Министерства юстиции Российской Федерации, что подняло статус подразделения до офицерского и преобразовало его в отдел. В составе отряда, помимо штурмового отделения, появилось отделение физической защиты должностных лиц. В дальнейшем бойцы отряда участвовали в боях против исламских боевиков в Дагестане в 1999 году и Второй чеченской войне, в том числе охраняя комплекс правительственных зданий уполномоченного представителя России в Чечне, а также охраняя членов делегации ПАСЕ во время их визита летом 2000 года в Чечню. В 2001 году ещё одну делегацию ПАСЕ охраняли бойцы ОСН в Знаменском: 18 июля в населённом пункте Побединское произошёл инцидент, когда машины с делегацией ПАСЕ, охраной и группой быстрого реагирования попали в кольцо окружения местных жителей. Те настойчиво требовали от членов делегации выйти из машины, но, по словам командира отряда, среди местных жителей присутствовали и лица, которые подозревались в связях с незаконными вооружёнными формированиями. Начальник отделения физической защиты из соображений безопасности запретил покидать членам делегации автомобили: в случае выхода делегация обязана была, согласно протоколу, некоторое время пообщаться с населением, однако при этом был велик риск захвата заложников в связи с присутствием подозрительных лиц в толпе. Позже толпа расступилась, а сами члены делегации высоко оценивали уровень профессионализма отряда. В 2003 году во время первых президентских выборов в Чечне отряд обеспечивал безопасность на участках для голосования, покинув окончательно Чечню 18 декабря. Бойцы отряда, участвовавшие во всех этих операциях, были отмечены государственными и ведомственными наградами. В дальнейшем отряд участвовал в обеспечении безопасности судей и участников резонансных уголовных дел (от заключённых до свидетелей), среди которых выделялись Дело ЮКОСа, дело Кингисеппской ОПГ и дело «Трех китов».
В 2004 году отряд участвовал в обеспечении безопасности доставки в московский изолятор криминального авторитета Вячеслава Иванькова по кличке «Япончик», экстрадированного из США в Россию: у отряда была оперативная информация о подготовке покушения на Иванькова, поэтому конвой сопровождался силами ОСН от аэропорта до СИЗО. В 2006 году отдел совместно с другим отделом «Факел» (ОСН УФСИН по Московской области) без потерь освободил 15 заложников, захваченных в СИЗО № 9 Московской области в Капотне: после 9-часовых переговоров отряды пошли на штурм, и в результате штурма все преступники были обезврежены, а заложники не пострадали. В 2014 и 2018 годах отряд обеспечивал общественный порядок во время проведения зимней Олимпиады в Сочи и футбольного чемпионата мира. Некоторые сотрудники отряда в дальнейшем проходили службу в составе контингента вооружённых сил РФ в Сирии по контракту; в 2019 году в отряде насчитывалось 5 обладателей крапового берета.
С января 2005 года при отряде действует военно-патриотический клуб для детей (до 2014 года в нём проходили начальную военную подготовку только дети сотрудников). Среди регулярных мероприятий проводятся детский турнир «Памяти павших бойцов спецназа» (два раза в год), а также разные турниры по самбо и стрельбе.

## Отбор и обучение

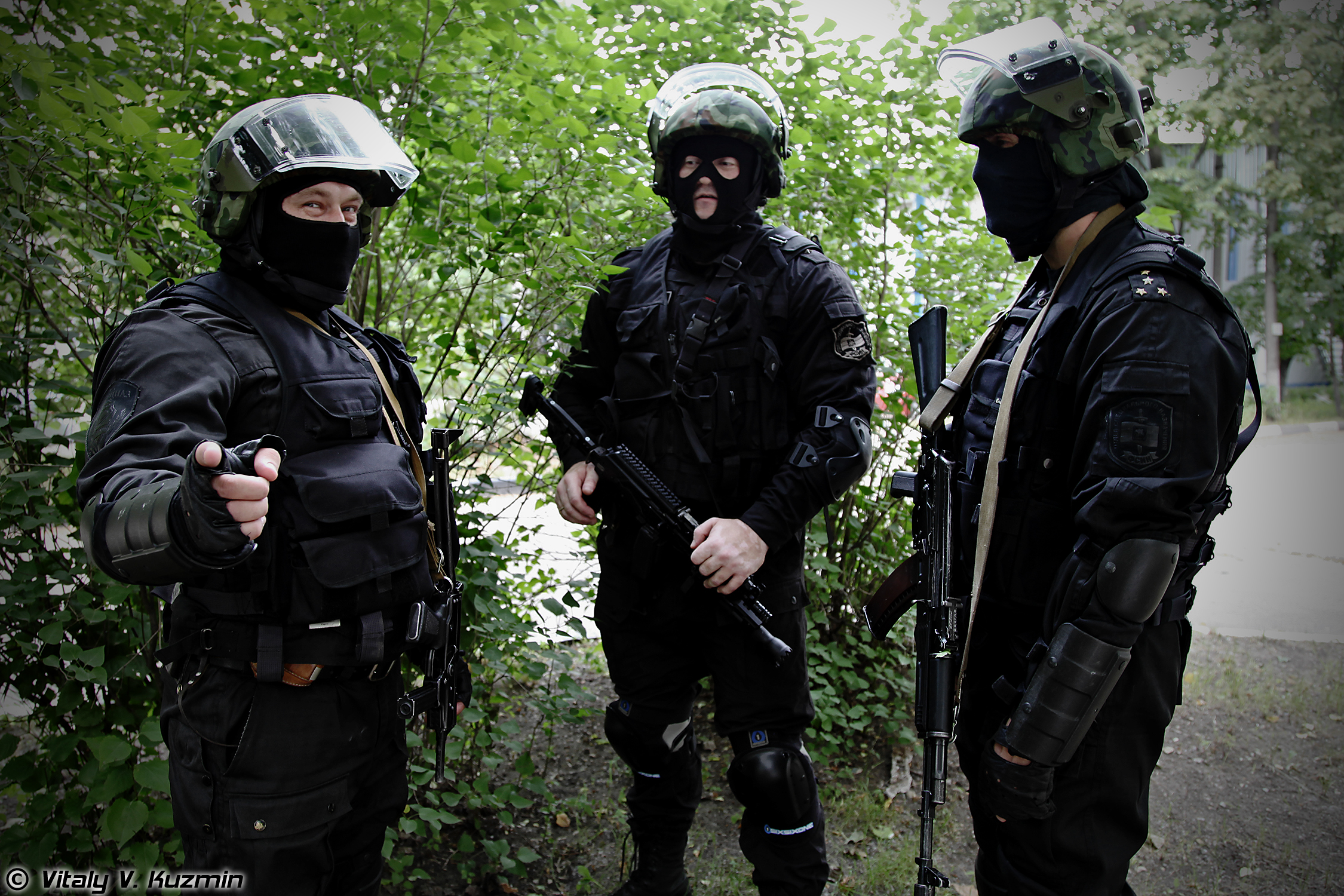
Бойцы ОСН «Сатурн»

В отряд ОСН принимаются лица, проходившие срочную службу в вооружённых силах РФ, имеющие высшее образование (около 70 % личного состава в 2020 году имели высшее образование) и группу здоровья A1 (абсолютно здоровый). Как правило, нормативы включают кросс 3 км, бег 100 м и подтягивания на перекладине. Помимо проверки физической готовности, кандидат проходит собеседование у психолога. На основании собеседования у психолога определяется потенциальная группа, в которой ему предстоит проходить службу. Отбор ведётся как с помощью сайта, на котором размещаются вакансии, так по учреждениям и вузам ФСИН, где сотрудники просматривают потенциальных кандидатов, и даже по рекомендациям уже действующих бойцов отряда.
Обучение бойцов проходит в центре специальной подготовки «Резервист»; основная подготовка ведётся на базе, где присутствуют спортивный и тактический городок, а также тиры. Офицеры ОСН проходят в настоящее время полный курс обучения по служебной, тактико-специальной, огневой, медицинской, психологической и физической подготовке. Программа физической подготовки бойцов отряда предусматривает обучение бойцов стандартному армейскому рукопашному бою и системе джиу-джитсу, оптимизированной под подразделения полиции. Помимо этого, с отрядом работает Федерация филиппинского боевого искусства. Первые три месяца службы являются стажировкой: боец не получает оружие и средства, но проходит занятия вместе с личным составом и изучает специфику подразделения. Позже он сдаёт входной контроль по физической и психологической подготовке, отправляясь в учебный центр на начальную подготовку сотрудника ФСИН, где изучает соответствующее законодательство, а также обучается обращению с оружием (подготовка проходит от одного до трёх месяцев). В дальнейшем он принимает присягу и приступает к службе.
С самого начала существования отряда особое внимание уделяется специальной и тактической подготовке, в том числе микрогрупповому тактическому взаимодействию по методике МКТА (Международная контртеррористическая тренинговая ассоциация). В отряде ведутся также стрелковая подготовка (техника стрельбы и прицеливания) и огневая подготовка (индивидуальная тактическая: передвижение с оружием по полю, взаимодействие в группе) с использованием технологии фаертага (наподобие технологии лазертага, но стрельба ведётся из оружия с холостыми патронами). При стрелковой подготовке обучение ведётся изначально на механическом прицеле и уже потом с помощью коллиматорных прицелов.

## Структура
Отряд по плану взаимодействия может вылетать в любую часть страны: время прибытия зависит от региона и транспорта, используемого для передвижения (норматив на сбор личного состава отдела в ППД составляет полтора часа). В отряде есть следующие отделения и группы:
- четыре штурмовых отделения (в каждом по несколько штурмовиков, два снайпера, два «взрывника», начальник отделения и его заместитель);
- отделение физической защиты (физическая защита должностных лиц УИС);
- отделение обеспечения (инспекторы, отвечающие за вооружение и связь, водители);
- группа управления;
- группа служебной и боевой подготовки.

## Снаряжение и вооружение

### Стрелковое оружие
ОСН «Сатурн» использует следующие образцы отечественного стрелкового оружия:
- пистолеты ПМ, ПММ, АПС, ГШ-18, MP-443 «Грач»
- пистолеты-пулемёты ПП-9 «Клин», ПП-91 «Кедр», АЕК-919К «Каштан», ПП Бизон-2-03, ПП-2000, ПП-19-01 «Витязь» (все ПП используются отделением физической защиты, а также для штурмовых действий в помещении)[1]
- карабины гладкоствольные КС-23М «Дрозд»
- автоматы семейства АК (АК-74М, АКМС), в том числе «сотой серии» (АК-103, АК-104), с глушителем 9А-91 (все автоматы используются для штурмовых действий в помещении)
- ручные пулемёты РПК и ПК (в том числе ПКМС)
- снайперские винтовки СВД (в том числе модификация СВДС), СВУ, ВСК-94, ОСВ-96, СВ-98, Винторез, Т-5000, ОВЛ-3 (образцы оснащаются глушителями, присутствуют также сменные стволы)
- гранатомёты подствольные ГП-25, ручные 6Г30, РПГ-7 (в том числе модификация РПГ-7В), станковые АГС-17 и АГС-30,  одноразовые РПГ-18 «Муха» и «Иволга», реактивный огнемёт РПО-А «Шмель»
- светошумовые гранаты и гранаты с газовом раздражающего действия

Ранее в качестве эксперимента, некоторое время использовались российские автоматы АЕК-971 и АН-94 «Абакан»; также были ныне снятые с вооружения пистолеты-пулемёты ПП-19 «Бизон».
Помимо этого, на вооружении отряда состоят образцы иностранных пистолетов Glock 17, Glock 19 и CZ 75 как отечественной, так и иностранной сборки, а также снайперские винтовки SSG 08. ОСН сотрудничает с фирмами по производству оружия, в том числе устанавливая коллиматорные прицелы, подствольные фонари и лазерные целеуказатели.

### Спецсредства
В снаряжение оперативников, помимо стрелкового оружия, включаются:
- противоударные бронешлемы «Скиф», «Маска» и БЗШ-1-2 (радиофицированный)
- бронежилеты «Багарий-2» (от 2-го до 5-го класса защиты), изделие «Щиток» и разные бронежилеты до 5-го класса защиты
- складные противопульные щиты «Планшет»
- газовые баллоны «Черёмуха» и «Сирень»

В операциях используются наземные шипы для принудительной остановки транспорта «Диана», а также разные штурмовые лестницы и трапы. Для снаряжения снайперов используются снайперские костюмы, изначально использующиеся для работы в лесу или поле, но модернизируемые вручную для работы в городе. Из электронного оборудования выделяются тепловизионные прицелы «Шахин» и НСПУ-1, а также стеновизор Xaver-400 для определения местонахождения людей за стеной.

### Транспорт
У отряда насчитываются в качестве образцов спецтехники бронированные автомобили типа «Рыцарь», «Тигр» (в том числе «Тигр-М» ВПК-233136), КАМАЗ-43269 «Выстрел», Ford E-350, Volkswagen T5 Transporter TDI, грузовики КАМАЗ-43114, внедорожники Toyota Land Cruiser 100, Nissan Patrol GR (Y60) и ВАЗ-2131 «Нива», микроавтобус ГАЗ-2217 «Баргузин».

## Командование
- подполковник Виктор Кондрюков: 1992—1997[9]
- полковник Борис Николаев: с 2007[1]